# برابرپایان
برابرپایان (نام علمی: Amphibamidae) نام یک تیره از راسته بریده‌مهرگان است.که اشنا ترین گونه ی ان متعلق به دوره کربنیفر بوده و نام ان برابرپا می باشد این جانور شباهت چشمگیری به سمندر های امروزی داشت این جانور در ابتدای دوره کربونیفر می زیسته و تا کنون سنگواره های زیادی از این جانور در بازه های مختلف زندگی اش یافت شده و نشان می دهد این جانور در طول عمرش دگردیسی داشته و همچنین دم پهن و کوتاه این جانور به دم از دست رفته قورباقه های امروزی شباهت دارد اما نمی توان گفت این جانور نیای مستقیم دو زیستان مدرن به شمار می اید زیرا این جانور بسیار قدیمی تر از نیا های ثبت شده ی دوزیستان امروزی می شود